# Mk.18 Mod 0

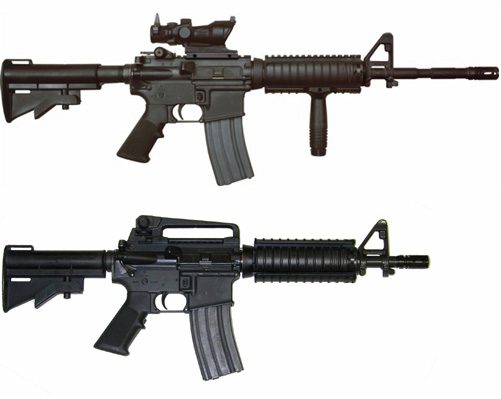
Les carabines d'assaut M4A1 (en haut) et Mk.18 mod. 0 (en bas).

La carabine d'assaut Mk 18 Mod. 0 est une variante plus compacte du Colt M4 en service dans l'US Navy depuis les années 2000. Crée par les entreprises d'armement Colt Defense (en) et Daniel Defense (en) en 1999.
Elle est aussi connue comme CQBR pour Close Quarter Battle Receiver (soit Carabine de combat rapproché en français). Son équivalent dans la gamme de Colt Canada est la carabine C8 CQB. 

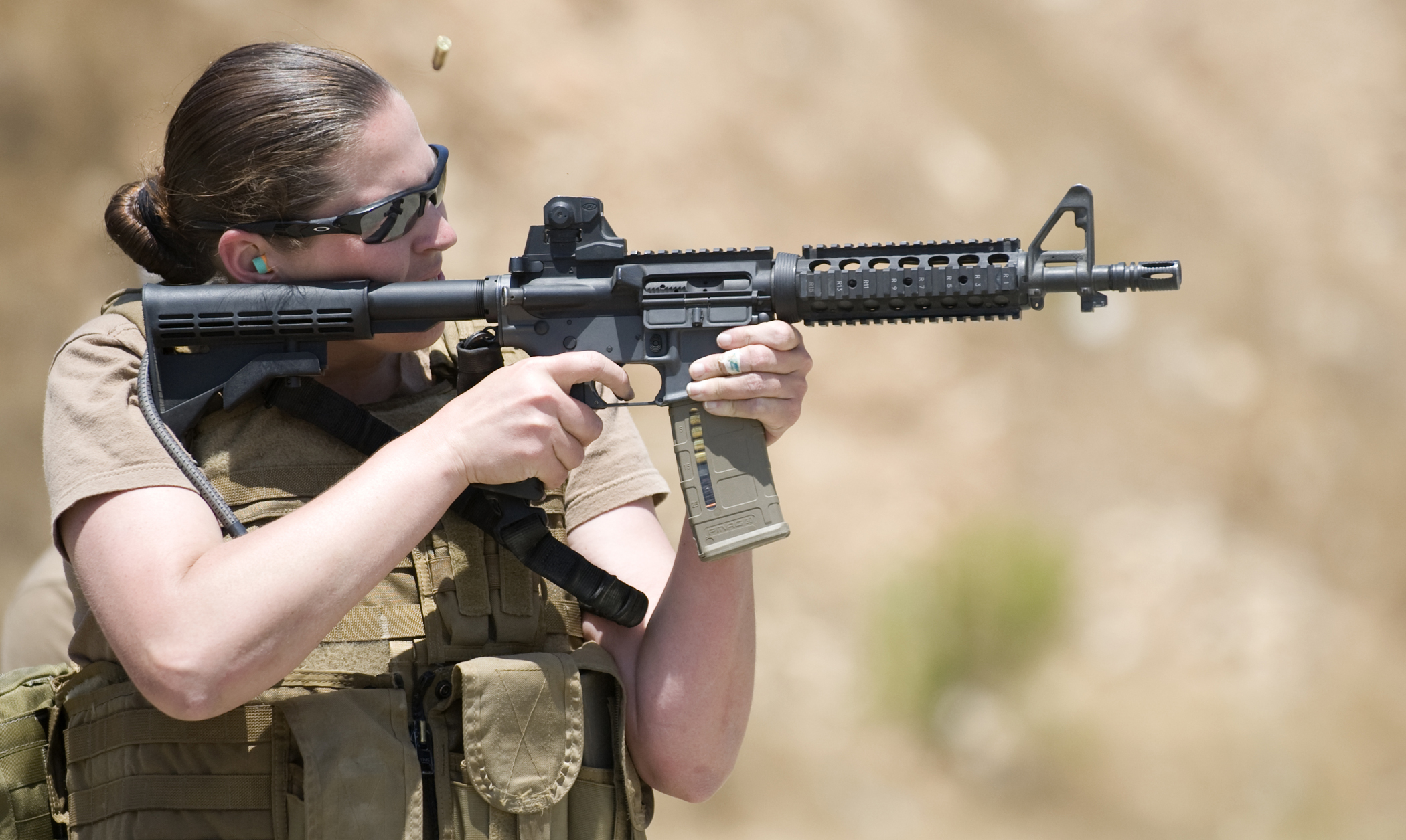
Membre de l'US Navy s'entraînant au tir avec une carabine Mk.18 CQBR.

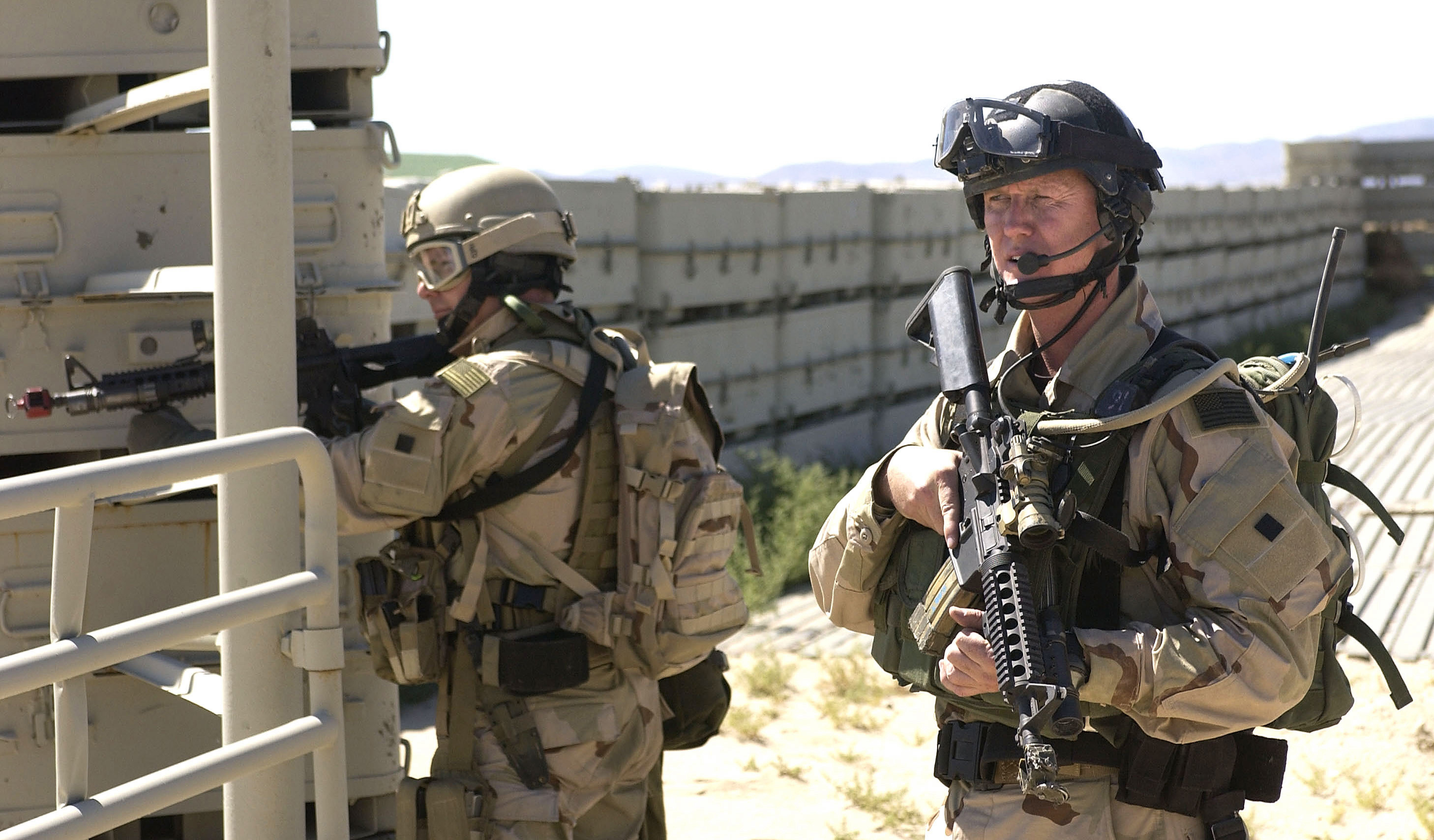
Binôme de nageurs de combat des Navy Seals armés de Mk. 18 mod. 1. Cette version à la crosse reconnaissable est visible dans la série SEAL Team.

## Données techniques
- Munition : 5,56 mm OTAN
- Canon : 262 mm
- Mécanisme : emprunt des gaz, culasse rotative
- Longueur : 679 mm / 762 mm (crosse repliée / étirée)
- Masse de l'arme vide : 2,72 kg
- Cadence de tir : 700-950 coups par minute
- Chargeur : 30 coups (480 g rempli)
- Mode de tir : coup-par-coup, rafale libre

## Le Mk 18 Mod. 1
Il existe aussi une version améliorée dite Mark Mk 18 Mod. 1. Celle-ci reçoit une nouvelle crosse type SCP SOPMOD, quatre rails RIS 2 mais surtout des organes de visée pliants amovibles.

## Utilisations
Dans le cadre de la guerre contre le terrorisme, cette arme est utilisée par le NCIS et les Navy Seals dans les situations de combat rapproché.

## Dans la culture populaire
Ce M16 ultracourt arme, selon le site Internet Movie Firearm Database, Chris Kyle (Bradley Cooper) dans American Sniper, Jack Bauer (Kiefer Sutherland) dans la saison 7 de 24 Heures chrono et plusieurs survivants dans la saison 3 de The Walking Dead. Il apparaît aussi dans le japanime Angel Beats!.
Mark 18 apparait aussi dans la série "The Strain" 2014-2017.
Le Mk 18 Mod. 1 est visible dans des films hongkongais tel The Viral Factor de Dante Lam, mais surtout hollywoodiens comme Mr. Wolff de Gavin O'Connor , Suicide Squad de David Ayer ou 22 Miles de Peter Berg. Toujours selon IMFBD, c'est l'arme lourde de l'agente Tani Rey (Meaghan Rath) à partir de la saison 9 de Hawaii 5-0. Enfin, il est jouable dans Ghost Recon Wildlands.